# Аламоса (Колорадо)
Аламоса (енгл. Alamosa) град је у америчкој савезној држави Колорадо.

## Демографија
По попису из 2010. године број становника је 8.780, што је 820 (10,3%) становника више него 2000. године.
| Група             | 2000.         | 2010.         |
| Белци             | 3.833 (48,2%) | 3.648 (41,5%) |
| Афроамериканци    | 112 (1,4%)    | 145 (1,7%)    |
| Азијати           | 76 (1,0%)     | 107 (1,2%)    |
| Хиспаноамериканци | 3.725 (46,8%) | 4.674 (53,2%) |
| Укупно            | 7.960         | 8.780         |